# 奥皮塔勒康夫鲁
奥皮塔勒康夫鲁（法語：Hôpital-Camfrout）是法国菲尼斯泰尔省的一个市镇，位于该省中部偏西北，属于布雷斯特区。该市镇总面积13.16平方公里，2009年时的人口为2057人。

## 人口
奥皮塔勒康夫鲁人口变化图示